# تاگواسکو
تاگواسکو (به اسپانیایی: Taguasco) یک منطقهٔ مسکونی در کوبا است که در استان سانکتی اسپیریتوس واقع شده‌است. تاگواسکو ۵۱۸ کیلومتر مربع مساحت و ۳۶٬۳۶۵ نفر جمعیت دارد و ۱۰۰ متر بالاتر از سطح دریا واقع شده‌است.